# Holonuncia recta
Holonuncia recta is een hooiwagen uit de familie Triaenonychidae.